# Калікіно (Богородський район)
Калікіно (рос. Каликино) — присілок в Богородському районі Нижньогородської області Російської Федерації.
Населення становить 2 особи. Входить до складу муніципального утворення Алешковська сільрада.

## Історія
Від 2004 року входить до складу муніципального утворення Алешковська сільрада.

## Населення
| 1859 | 1890 | 1999 | 2002 | 2010 |
| ---- | ---- | ---- | ---- | ---- |
| 200  | ↗275 | ↘9   | →9   | ↘2   |